# Ballplay
Ballplay es un lugar designado por el censo ubicado en el condado de Etowah en el estado estadounidense de Alabama. En el año 2010 tenía una población de 1580 habitantes.

## Geografía
Ballplay se encuentra ubicado en las coordenadas 34°3′9.06″N 85°48′47.14″O / 34.0525167, -85.8130944.